# NK Marsonia Slavonski Brod
El NK Marsonia es un club de fútbol croata de la ciudad de Slavonski Brod en Požega-Eslavonia. Fue fundado en 1909 y juega en la Liga de Brod-Posavina.

## Entrenadores
- Josip Kuže (1985-1986)
- Anto Petrović (1994-1995)
- Zlatko Kranjčar (2000-2001)
- Predrag Stilinović (2003-2004)

- Datos: Q1274317